# Симун ав Скарди
Симун ав Скарди (фар. Símun av Skarði; 1872 — 9 октября 1942) — фарерский поэт, политик и учитель; автор гимна Фарерских островов.
Закончил учительский колледж. В 1899 году основал фарерскую народную среднюю школу, где и работал директором до конца своих дней. В период с 1906 по 1914 годы был депутатом фарерского парламента.

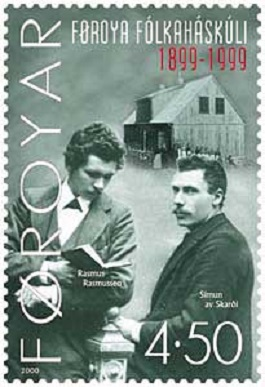
Симун ав Скарди (справа) и писатель Расмус Расмуссен на марке Фарерских островов

Наиболее известен как автор слов гимна Фарерских островов (1906) на музыку композитора Петура Альберга «Ты, прекрасная моя земля» (фар. Tú alfagra land mítt)